# FC Vale of Leven
Vale of Leven FC ist ein schottischer Fußballverein aus Alexandria.

## Vereinsgeschichte

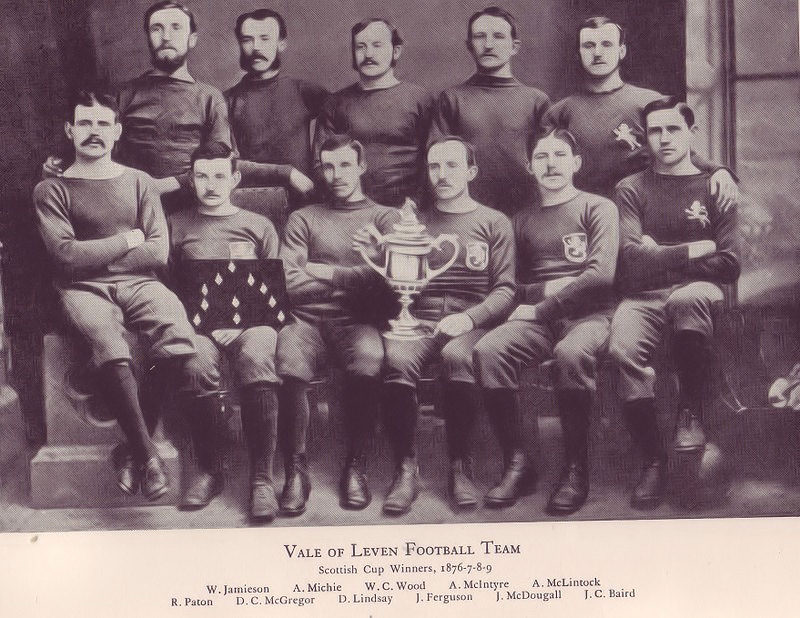
Die Mannschaft des FC Vale of Leven im Jahr 1877

Der Verein wurde am 25. August 1873 als Vale of Leven Alexandria gegründet, wurde jedoch 1928 aufgelöst. 1939 wurde der Verein als Vale of Leven Football & Athletic Club neugegründet.
Der Verein spielte nur zwei Jahre, 1891 und 1892 in der höchsten schottischen Liga, ohne jedoch große Erfolge zu erreichen.
Die größten Erfolge der Vereinsgeschichte sind die drei Pokalsiege von 1877, 1878 und 1879.
Nach der Neugründung gewann der Verein 1947 und 1970 die Evening Times Championship.
Heute spielt der Verein außerhalb der schottischen Profiligen in der Scottish Junior Football Association, West Region.

## Bekannte Spieler
- Tom Allan
- John Baird (1856)
- John Baird (1870)
- John Ferguson
- Andrew McIntyre
- Jack McPherson
- Robert Paton
- James Wilson